# Głębia (komiks)
Głębia (ang.: Low) – amerykańska seria komiksowa autorstwa Ricka Remendera (scenariusz) i Grega Tocchiniego (rysunki), wydawana w formie miesięcznika przez Image Comics od lipca 2014 do grudnia 2020. W Polsce ukazała się w formie tomów zbiorczych nakładem wydawnictwa Non Stop Comics w latach 2017–2021.

## Fabuła
Utrzymana w konwencji postapokaliptycznej science fiction akcja Głebi toczy się w odległej przyszłości na Ziemi, której powierzchnia stała się niemożliwa do zamieszkania z powodu przemian na Słońcu. Ludzie, którzy przetrwali, przenieśli się do podmorskiego miasta Salus. Komiks opowiada o Stel Caine i jej mężu Johlu oraz ich trojgu dzieciach. Choć ludzkość pogrążona jest w strachu i dekadencji, Stel jest optymistką i wierzy, że istnieją planety, które nadawałyby się do życia. Wkrótce wskutek napadu piratów jej rodzina zostaje rozdzielona, a Stel opuszcza podmorskie miasto i rozpoczyna wędrówkę, która doprowadzi ją w odległe zakątki kosmosu.

## Tomy zbiorcze
|   | Tytuł i rok wydania polskiego                 | Tytuł i rok wydania oryginalnego            | Zawartość         |
| - | --------------------------------------------- | ------------------------------------------- | ----------------- |
| 1 | Ułuda nadziei (2017)                          | The Delirium Of Hope (2015)                 | Low zeszyty 1–6   |
| 2 | Zanim spali nas świt (2018)                   | Before The Dawn Burns Us (2015)             | Low zeszyty 7–10  |
| 3 | Wybrzeże gasnącego światła (2018)             | Shore Of The Dying Light (2016)             | Low zeszyty 11–15 |
| 4 | Zewnętrzne aspekty wewnętrznych postaw (2018) | Outer Aspects Of The Inner Attitudes (2017) | Low zeszyty 16–19 |
| 5 | Światłość niesie światłość (2021)             | Light Brings Light (2021)                   | Low zeszyty 20–26 |